# Tetrataenium olgae
Tetrataenium olgae är en växtart i släktet Tetrataenium och familjen flockblommiga växter.
Arten är en perenn ört som förekommer från nordöstra Afghanistan till Xinjiang och norra Pakistan. Den beskrevs först som Heracleum olgae av Eduard August von Regel och Johannes Theodor Schmalhausen 1882, och fick sitt nu gällande namn av Ida P. Mandenova 1959.